# Rafas
Rafas es un género de ácaros perteneciente a la familia Zerconidae.

## Especies
Rafas C. Blaszak, 1979
- Rafas bisternalis C. Blaszak, 1979
- Rafas blaszaki Urhan & Ayyildiz, 1996